# 哈康·西居爾松

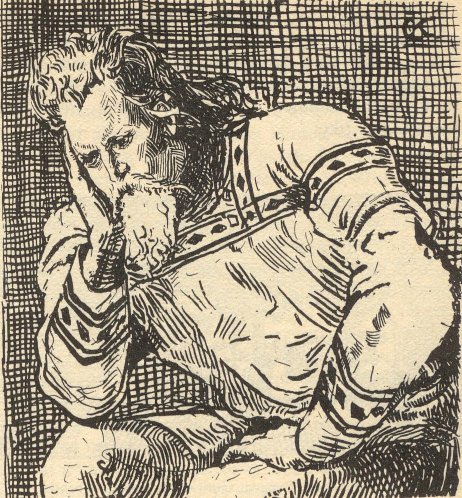
克里斯蒂安·克羅格所畫的哈康伯爵

哈康·西居爾松（古諾斯語: Hákon Sigurðarson, 挪威語: Håkon Sigurdsson，約937年－995年），又名“哈康伯爵”，挪威伯爵（970年－995年）。哈康·西居爾松是拉德伯爵西格爾德·哈康松的兒子、是第三代拉德伯爵。他在位時名義上是丹麥國王藍牙王哈拉爾的下屬，代表藍牙王哈拉爾統治着挪威。

## 生平

### 出身
哈康·西居爾松是統治特倫德拉格及霍洛加蘭的拉德伯爵西格爾德·哈康松的兒子。根據不來梅的亞當的記載，他是“來自伊瓦爾（可能是無骨者伊瓦爾），並且是一群巨人的後裔”。在薩迦中，哈康聲稱是來自神聖血統奧丁的兒子薩明的後裔。 瑞典的哈康伯爵如尼石刻可能是指他。

### 統治期間

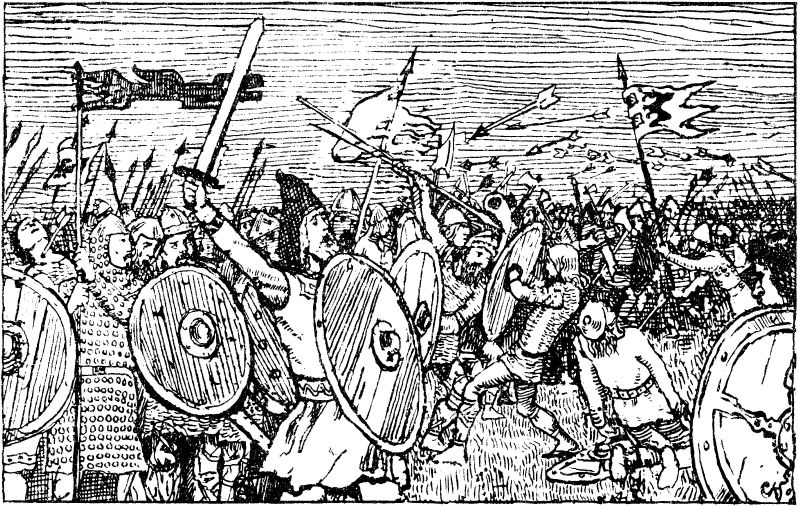
哈康伯爵與灰袍哈拉爾兄弟之戰
克里斯蒂安·克羅格 (1899年)

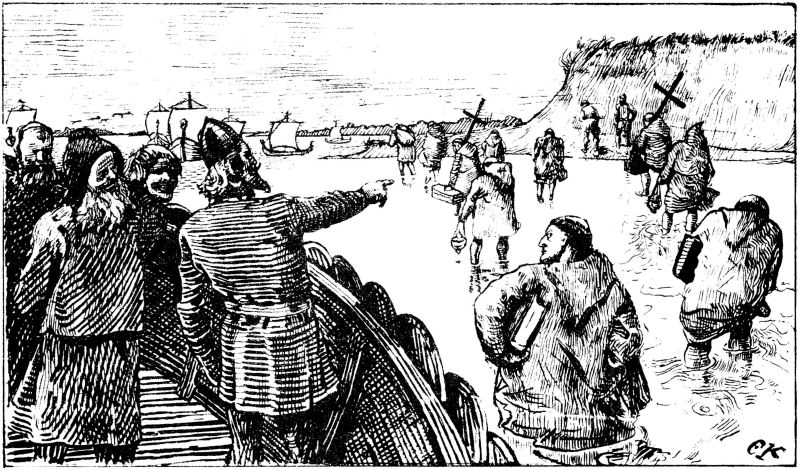
哈康伯爵命令神職人員返回岸上
克里斯蒂安·克羅格 (1899年)

961年，挪威國王灰袍哈拉爾派人殺害他的父親後，哈康·西居爾松成為拉德伯爵。哈康·西居爾松與國王哈拉爾二世戰鬥了一段時間後，他被迫逃往丹麥，在那裡哈康伯爵與藍牙王哈拉爾聯合共謀打擊灰袍哈拉爾。
970年，哈拉爾二世被騙到丹麥並在利姆海峽的哈爾斯遇害，這是由哈康·西居爾松策劃的。灰袍哈拉爾倖存的兄弟在哈拉爾二世去世後逃離該國。隨着灰袍哈拉爾的去世，藍牙王哈拉爾從新掌控挪威，他支持哈康·西居爾松作為他的附庸國王，統治他的新丹麥封地。哈康伯爵和倖存的哈拉爾二世的兄弟爆發內戰，但哈康伯爵最後獲得勝利。在此之後，哈康伯爵統治挪威作為藍牙王哈拉爾的附庸，但他實際上是一個獨立的統治者。另一方面，藍牙王哈拉爾於同年襲擊約塔蘭並殺死當地統治者奧塔爾伯爵。
973年-974年，哈康伯爵前往丹麥幫助藍牙王哈拉爾防禦神聖羅馬皇帝奧托二世的攻擊。奧托二世的部隊成功地抵擋藍牙王哈拉爾的反抗，並將其擊敗。此後，哈康伯爵再沒有向丹麥缴稅。
儘管藍牙王哈拉爾強迫哈康伯爵於975年左右接受洗禮，並指派神職人員前往挪威傳播基督教，哈康伯爵堅定地篤信古老的北歐神話諸神。當風向有利哈康伯爵離開時，他要求神職人員返回岸上，並立即離開丹麥，從此放棄對丹麥效忠。977年，基輔大公弗拉基米爾一世逃到他那裡，盡可能徵集多些維京戰士以幫助他收復諾夫哥羅德，並於翌年回國對抗敵對的亞羅波爾克一世。986年，哈康伯爵擊敗由傳說中約姆斯維京領導丹麥入侵艦隊。很多文獻記載哈康伯爵僻好強姦女子，不論是平民或是貴族的女兒，認為這是他作為統治者的權利，所以哈康伯爵漸漸變得不受民眾歡迎。
995年，當金髮王哈拉爾的後裔奧拉夫·特里格維松到達挪威後，哈康伯爵和特倫德拉格人之間爆發鬥爭。哈康伯爵迅速失去了所有支持，他與自己的奴隸和朋友莫德·卡克同時躲在梅爾許斯農場的豬圈裡，其後並被他殺死。在哈康伯爵去世後，他的兩個兒子埃里克·哈康松和斯維·哈康松逃離，並接受瑞典國王奧洛夫·舍特康努格的保護。
1000年，在斯瓦爾巴海戰中，埃里克·哈康松聯合奧洛夫·舍特康努格及丹麥國王八字鬍斯文打敗奧拉夫·特里格維松的艦隊並迫死奧拉夫。此後，挪威再次成為丹麥的附庸。名義上丹麥國王八字鬍斯文為挪威的統治者，他委任埃里克·哈康松及斯維·哈康松兩兄弟共同統治挪威。